# Passalora lantanae
Passalora lantanae är en svampart som först beskrevs av Chupp, och fick sitt nu gällande namn av U. Braun & Crous 2003. Passalora lantanae ingår i släktet Passalora och familjen Mycosphaerellaceae.   Inga underarter finns listade i Catalogue of Life.